# 야마다역 (기후현)
야마다역(일본어: 山田駅)은 일본 기후현 구조시에 위치한 나가라가와 철도 에쓰미난 선의 철도역이다. 단선 승강장 1면 1선의 구조를 갖춘 지상역이다.

## 이용 현황
| 승차 인원 추이 | 승차 인원 추이     |
| 연도           | 1일 평균 승차 인원 |
| -------------- | ------------------ |
| 2011           | 3                  |
| 2012           | 5                  |
| 2013           | 6                  |
| 2014           | 4                  |
| 2015           | 4                  |

## 역 주변
- 도카이 호쿠리쿠 자동차도 기후야마토 나들목
- 국도 제156호선
- 나가라강

## 역사
- 1932년 7월 9일 : 일본 철도성 (국철) 에쓰미난 선 구조하치만 역 - 미노야토미 역 (現 · 구조야마토 역) 간 개통과 동시에 미노야마다역으로서 개업. 여객 및 화물 취급 개시.
- 1959년 10월 10일 : 화물 취급 폐지.
- 1960년
  - 2월 19일 : 구조하치만 역장의 관할로 됨.
  - 10월 1일 : 무인역으로 전환.
- 1986년 12월 11일 : 일본국유철도 에쓰미난 선이 나가라가와 철도로의 전환으로 인해, 이 회사의 역이 됨. 동시에 야마다역으로 개칭.

## 인접 역
| 나가라가와 철도 에쓰미난 선 | 나가라가와 철도 에쓰미난 선 | 나가라가와 철도 에쓰미난 선 |
| --------------------------- | --------------------------- | --------------------------- |
| 시젠엔마에 미노오타 방면    | ■ 에쓰미난 선               | 도쿠나가 호쿠노 방면        |